# Медовец
Медовец (болг. Медовец)  —  село в Болгарии. Находится в Варненской области, входит в общину Дылгопол. Население составляет 1 658 человек.

## Политическая ситуация
В местном кметстве Медовец, в состав которого входит Медовец, должность кмета (старосты) исполняет Исмаил  Мехмед Халил (независимый) по результатам выборов правления кметства.
Кмет (мэр) общины Дылгопол —  Светлё Христов Якимов (Движение за права и свободы(ДПС)) по результатам выборов в правление общины.